# Репродуктивне функције крмаче
Женска грла домаће свиње су мултипаре, јер рађају већи број прасади у једном репродуктивном циклусу, а њихова полна активност се одвија током целе године, без обзира на годишњу сезону. У поређењу са осталим домаћим животињама, репродуктивни потенцијал свиња је висок, што је резултат раног полног сазревања, високе овулационе вредности, релативно кратког трајања гестације и лактације, као и способности да се успостави нова гравидност врло брзо после залучења прасади.

## Постизање пубертета
Способност за нормално размножавање се постиже са појавом полне зрелости и траје током периода репродуктивног живота. Као и код осталих домаћих животиња, репродуктивне функције крмаче су контролисане сложеним неуро-ендокриним механизмом и могу бити подвргнуте мањем или већем утицају генетских и парагенетских фактора. 
Сложене и специфичне промене, које претходе појави пубертета и представљају предуслов за почетак репродуктивне активности, догађају се много раније пре постизања пубертета у младе женке свиње (назимице). Диференцијација гонада у свињском ембриону започиње већ 31. до 32 дана гестације, а примордијални фоликули са примарним ооцитима се у ембриону могу наћи са 60 до 70 дана. Двадесетак дана касније, на јајницима женских ембриона се налазе секундарни фоликули и по неки терцијарни фоликул. После рођења, све до периода пред пубертет, на јајницима се налазе само ситни антрални (терцијарни) фоликули (2 до 4 mm у пречнику) и тек по неки фоликул пречника 6 до 8 mm. Кратко пред појаву пубертета, долази до секреције естрогена, што резултира негативним повратним деловањем на нивоу хипоталамуса и ослобађањем хипофизарних гонадотропина (ФСХ и ЛХ). Ово доводи до коначног раста и сазревања првих (пубертетских) фоликула и до прве овулације. Тиме је створен услов за успостављање првог пубертетског оваријалног циклуса. Пре појаве прве пубертетске овулације, концентрације естрогена, ЛХ и прогестерона се задржавају на ниском, базалном нивоу. Тек 2 до 3 дана пред овулацију, долази до наглог раста концентрације естрадиола-17, што има за последицу непрекидно и тонично ослобађање ЛХ из хипофизе, чија концентрација достиже максимум око 8 сати пред овулацију. Два до три дана после овулације, после формирања жутог тела, у телесној циркулацији се запажа нагло повећање концентрације прогестерона. Тиме је успостављен први пубертетски еструсни циклус.
Прва, а понекад и друга, пубертетска овулација није праћена манифестацијом спољашњих знакова еструса (тзв. тихи еструс), па први пубертетски еструс често пролази незапажен. Осим тога, прва два до три еструсна циклуса су нерегуларног трајања. трајање првог пубертетског еструса траје знатно краће (између 29 и 65 часова) од трећег еструса (између 38 и 95 часова). Просечно, еструс у назимица траје око 3 дана, а код крмача око 4 до 5 дана.
Назимице постижу пубертет са просечном старошћу од око 210 дана. Истраживања на великом броју назимица шведске популације свиња, показују да свега око 15% назимица постиже пубертет са старошћу од 209 дана, док остатак животиња полно сазрева 60 дана пре или после ове старости.
Старост назимица код постизања пубертета је подвргнута снажном утицају интеракције генетских и парагенетских фактора. Основни генетски фактори су раса, мележење, парење у блиском сродству (инбрединг) и индивидуални генетски фактори. Међу парагенетским факторима су најутицајнији: исхрана, годишња сезона, стрес изазван транспортом и релокацијом, као и контакт са полно зрелим нерастом.